# Jorōgumo

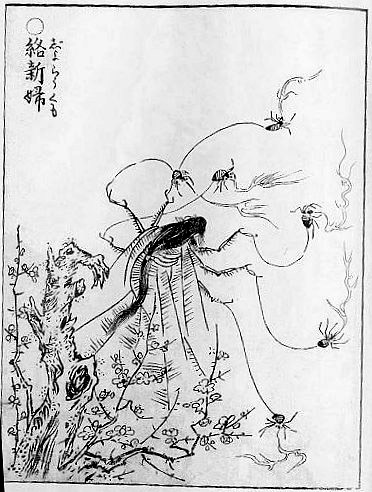
Một bức họa về yêu tinh nhện

Jorōgumo (絡新婦 (Lạc Tân Phụ)/ じょろうぐも , phát âm là Joro-Gumo) là một dạng yêu quái Nhật Bản (Yōkai) trong văn hóa dân gian Nhật. Đây là một dạng ma nhện hay nhện tinh, là một con yêu quái nhện dưới lốt của một người phụ nữ. Loài nhện được nhắc đến ở đây chính là những con nhện thuộc loài nhện Jorō (Nephila clavata). Truyền thuyết đáng sợ về Joro-Gumo bắt đầu xuất hiện từ thời kỳ Edo (1603-1868), từ thời điểm này, trong dân gian xuất hiện và lưu truyền câu chuyện về Joro-Gumo.

## Mô tả
Jorōgumo là một yêu tinh nhện chuyên đi quyến rũ nam giới và ăn thịt họ, nó được miêu tả là con nhện 400 năm tuổi và đã tu luyện thành yêu tinh chuyên đi hại người. Đây là một con nhện khổng lồ có khả năng biến thân thành một phụ nữ xinh đẹp. Khi biến thành cô gái xinh đẹp, Jorōgumo thường xuất hiện trong những quán trọ hoặc nhà thờ tại khu vực hoang vắng, ít người qua lại. Yêu tinh này thường chơi đàn, thổi sáo để quyến rũ đàn ông vào hang ổ của mình. Sau khi quyến rũ được đối phương, ả thường trói họ vào mạng nhện khủng khiếp của mình và bắt đầu tiết nọc độc rồi ăn thịt nạn nhân.
Thỉnh thoảng, Joro-Gumo xuất hiện trong hình dáng nửa thân trên là người, nửa thân dưới mang hình hài của loài nhện. Ngoài ra, một biến thể khác của truyền thuyết về Joro-Gumo kể rằng, yêu tinh nhện thỉnh thoảng xuất hiện trong hình dáng của một người phụ nữ bế một em bé. Khi một người đàn ông nào đi ngang qua, Joro-Gumo sẽ nhờ người này giữ hộ đứa trẻ. Đối phương sẽ vô cùng ngạc nhiên và kinh hãi khi phát hiện đứa trẻ mà họ đang bế được tạo thành từ hàng ngàn trứng của con nhện trứng.